# تپه جلالیه
تپه جلالیه مربوط به عصر آهن - دوره اشکانیان - دوره ساسانیان است و در شهرستان رودبار، بخش مرکزی، روستای جلالیه واقع شده و این اثر در تاریخ ۱۴ مرداد ۱۳۸۲ با شمارهٔ ثبت ۹۳۹۱ به‌عنوان یکی از آثار ملی ایران به ثبت رسیده است.